# Seán South

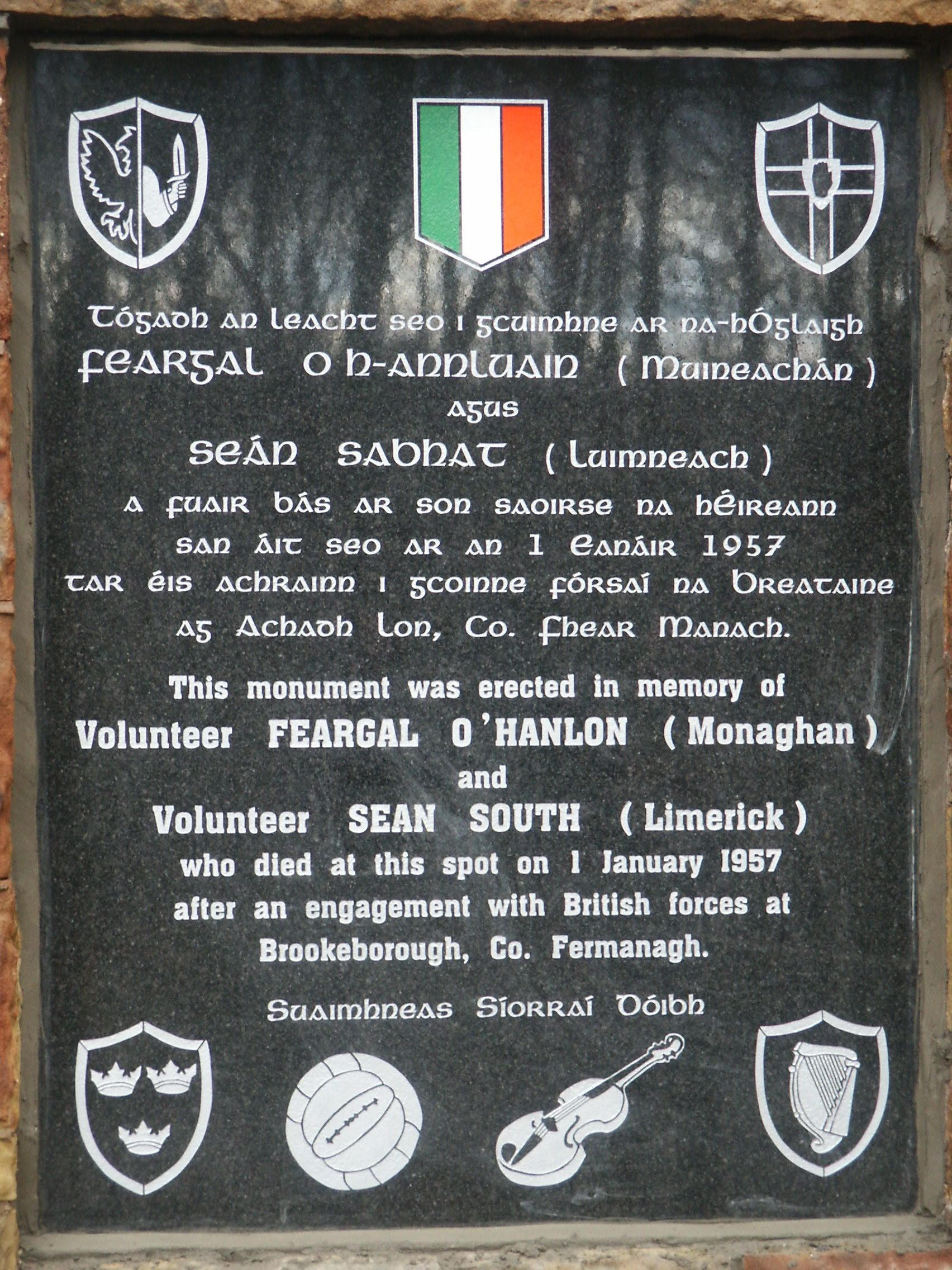
Denkmal am Sterbeort von Fergal O’Hanlon und Seán South

Seán South (irisch Seán Sabhat) * ca. 1928 in Limerick; † 1. Januar 1957 in Altawark bei Brookeborough, County Fermanagh war ein Mitglied der Irish Republican Army (IRA). Er sowie Fergal O’Hanlon wurden bei einem Überfall am Neujahrstag 1957 auf die Polizeistation der Royal Ulster Constabulary (RUC) in Brookeborough verwundet und starben kurz darauf an ihren Verletzungen.

## Leben
Das genaue Geburtsdatum von Seán South ist nicht klar, meist wird das Jahr 1928 angegeben. Aber auch 1929 wird genannt.
Nach der Schule arbeitete er als Büroangestellter in einer Holzimportfirma. Er war in vielen Organisationen wie der Gaelic League, Sinn Féin, aber besonders in konservativen katholischen Vereinigungen wie der Legion of Mary (dort war er in dem irischsprechenden Zweig Realt) und dem antimodernistischen Bund Maria Duce.
In der Local Defence Force (LDF), der irischen Reservearmee erhielt er eine militärische Ausbildung und war dort Leutnant. Später schloss er sich der IRA an.
Selbst bezogen auf den Standard in Irland der 1950er Jahre war er äußerst konservativ. In 1949 hatte er Leserbriefe an die Lokalzeitung Limerick Leader geschrieben, wo er der Filmindustrie in Hollywood unmoralische Botschaften vorwarf. Er behauptete, diese Filme würden von Juden und Freimaurern hergestellt, um die Jugend moralisch zu korrumpieren. Er lobte den Antikommunisten Joseph McCarthy. Ebenfalls prangerte er die Gewerkschaften an.

## Tod
Im Zuge der Border Campaign verübten er und weitere Mitglieder der IRA, unter ihnen auch Fergal O’Hanlon und Seán Garland, einen Anschlag auf einen Stützpunkt der RUC in Brookeborough. Die Operation misslang jedoch und sowohl South als auch O’Hanlon wurden im folgenden Schusswechsel mit Polizisten der RUC schwer verletzt. Das IRA-Kommando floh mit einem Lastwagen Richtung der Grenze zur Republik Irland. Noch auf nordirischem Gebiet mussten South und O’Hanlon schwerverwundet in einem Kuhstall zurückgelassen werden; die anderen IRA-Mitglieder konnten, obwohl teils auch verwundet, die Grenze zu Fuß überqueren. O’Hanlon und South starben in dem Stall.

## Nachruhm
Die Beerdigung in Limerick wurde unter großer Anteilnahme der Bevölkerung durchgeführt. So folgten 50.000 dem Sarg. Wenig später wurde die Ballade Seán South geschrieben, die noch heute gelegentlich gesungen wird.
Die Partei Sinn Féin hält noch immer Gedenkveranstaltungen in Limerick ab, was besonders in Nordirland von unionistischer Seite scharf kritisiert wird. Dabei beruft man sich von Seiten der Kritiker auch auf die antisemitische Einstellung von Seán South.